# Ambasia atlantica
Ambasia atlantica är en kräftdjursart som först beskrevs av Milne-Edwards 1830.  Ambasia atlantica ingår i släktet Ambasia, och familjen Lysianassidae. Arten är reproducerande i Sverige.